# Эмине
Эмине (жила в XIX веке) — первая чувашская поэтесса.

## Биография
О жизни Эмине известно немного. Она жила в XIX веке (в начале, либо во второй половине). Родилась в деревне Байбахтино, Комсомольского района, Чувашской Республики. После того, как её жениха забрали в солдаты, покончила жизнь самоубийством в возрасте 19 лет. Поэтессу называли «Иволга Чувашии» и приписывали ей авторство многих народных песен.
Избранные стихи Эмине были включены в 102-й том серии «Библиотека всемирной литературы» и в 16-й том серии «Библиотека мировой литературы для детей».
В 2006 году в селе Покровка Чебоксарского района открылась комната-музей Эмине.

## Сочинения
- Эмине // Поэзия народов СССР XIX — начала XX века / сост. Л. Арутюнова. — М.: Художественная литература, 1977. — Т. 102. — С. 597—601. — 831 с. — (Библиотека всемирной литературы).
- Эмине // Стихи поэтов народов дореволюционной России (XIX — начало XX вв.) / сост. Н. И. Куприяновой. — М.: Детская литература, 1987. — Т. 16. — С. 115—116. — 703 с. — (Библиотека мировой литературы для детей).